# Tom Cavanagh
Pour les articles homonymes, voir Cavanagh.
Pour l’article homonyme, voir Tom Cavanagh (hockey sur glace).
Tom Cavanagh est un acteur, producteur, compositeur et réalisateur canadien né le 26 octobre 1963 à Ottawa (Canada).

## Biographie
Tom Cavanagh est le fils de l'universitaire Tom Cavanagh (1933-2020),. Il vit tout d'abord à Winneba, Ghana, avec ses parents qui participent à des projets d'éducation. Ils retournent ensuite au Canada pour vivre à Lennoxville.

### Études
Il fait ses études secondaires au Séminaire de Sherbrooke. Il a joué au basketball pour les Barons. Par la suite il a étudié au collège Champlain de Lennoxville.
Il obtient en 1987 une licence (Bachelor of Arts) de littérature anglaise et une autre de biologie. En 1988, il obtient une troisième licence (bachelor of engineering) à la Queen's University de Kingston,. Pendant ses études, Tom était aussi un membre de l'équipe de basketball de l'université où il fit la rencontre de l'un de ses amis les plus proches, Marco William Alessio, décédé en 2013.
Tom se découvre une passion pour le théâtre quand il intègre la troupe de son université pour une représentation de la comédie musical Grease; où il joue le rôle principal Danny Zuko. Il part à New York City pour étudier les arts du spectacle à HB Studio.
Il est en couple avec Maureen Grise, avec qui il a trois enfants.

### Carrière

#### 1980-2000
En 1989, Tom Cavanagh complète ses études en participant à la reprise de la comédie musicale Shenandoah. La même année, il décroche son premier rôle principal (lui-même), dans une émission télévisée canadienne Stories from the Vaults.
En 1991, il obtient un petit rôle comme secrétaire du personnage Ella dans le film White Light. Jusqu'en 1994, il joue des rôles ponctuels à la télévision comme dans les séries Secret Service (1992), Beyond Reality (1993),Sherlock Holmes Returns (1993), Other Women's Children (1993) et Street Legal (1994).
En 1995, il obtient plusieurs rôles dans des films, dont celui de Ron dans le film Dangerous Intentions et Bowlan dans Midnight Heat, Simon dans Orky et  Andy Neiman dans Suspicion. Il joue aussi dans des séries comme Caporal Charles Sykes dans La Légende d'Hawkeye et Jésus dans Madison. Il débute aussi un rôle dans la série Au-delà du réel - l'aventure continue en tant que Vance Ridout/Carl Toman; jusqu'en 1999.
En 1995, il décroche trois rôles: Joey dans Mask of Death, Levesh dans le film télévisé Bloodhounds II et Tim Jonas dans Profile for Murder. L'année suivante, il apparaît dans deux films (Les Chemins du Coeur et Honeymoon) et une série (The Sentinel, saison 2, épisode 19).
Tom Cavanagh obtient en 1998 le rôle éponyme du film The 900 Lives of Jackie Frye. Il apparaît par ailleurs dans plusieurs séries comme Viper, Cold Squad: Brigade Spéciale, Mentors ou encore Eyes of a Cowboy. Il produit trois épisodes de la série You're On!. Il interprète aussi Paul Krause de la série Jake and the Kid jusqu'en 1999 où il obtient des rôles comme Harry dans Quelque chose de Plus, Patrick Birmingham dans Anya's Bell, Doug Boyce dans Providence (jusqu'en 2000) et Howard dans la série Sports Night (jusqu'en 2000).

#### 2000-2010
En 2000, il obtient le rôle principal de la série Ed, jusqu'en 2004; il remporte trois prix pour son rôle dans la série: le Prix Daytime Emmy Awards de la catégorie meilleur télévision familiale, le Prix du Meilleur Acteur dans une nouvelle série comique à l'Online Film & Television Association et le Prix de l'Acteur de l'Année dans une nouvelle série décerné par le TV Guide Awards. Il co-produit et dirige certains épisodes; mais surtout remporte en 2002 une nomination pour le Golden Globe Award dans la catégorie Meilleure Acteur d'une Série Télévisée.
Entre-temps, en 2002, il décroche le rôle de Val Duncan, l'un des personnages principaux du film Bang bang t'es mort. En 2008, il revisite une comédie de Richard Nelson, Some Americans Abroad. Il joue aussi le rôle de Dan Dorian dans la célèbre série Scrubs, jusqu'en 2009.
En 2004, l'acteur décroche trois rôles: Simpson Le Courage d'une Mère, Nick Snwoden dans Le Secret du Père Noël et Jimmy McCallister dans la série Jack & Bobby; suivit du rôle Mal Downey dans Alchemy en 2005.
Pendant l'année 2006, Tom reçoit cinq rôles différents dans des films (Two Weeks, Comment manger 10 vers de terre en une journée, My Ex Life et Gray Matters) et une série (Love Monkey). L'année suivante, il obtient le rôle principal dans le film d'horreur Sublime et la comédie LGBT Breakfast with Scot.
Il dirige un court-métrage nommé Money Game; puis interprète le personnage principal de la mini série The Capture of the Green River Killer et obtient le rôle d'un personnage récurrent dans la série Eli Stone en 2008. L'année suivante, il joue l'un des personnages principaux de la série Trust Me.

#### 2010-2024
En 2010, il prête sa voix au personnage Ranger Smith dans Yogi l'ours (film télévisé) et Yogi Bear (jeux vidéo); il contribut à la bande originale avec la chanson Rachel's Song. Il obtient le rôle de Jack O'Mallay dans la série Royal Pains, en 2011; suivi d'un téléfilm Traiding Christmas. En 2012, il obtient l'un des rôles principaux, Nick Carleton, dans L'Insuportable Soupçon. L'année suivante, il joue dans trois séries (Docteur La Peluche (animation), Les Goldberg et Blue Bloods) et un film (The Bird Men).
Il interprète le rôle de Kingston Tanner dans la série Following en 2014, avant de jouer Drago dans The Games Maker et Snap dans Lucky Duck. La même année, il obtient l'un des rôles les plus importants de sa carrière, celui du Docteur Harrison Wells de l'Univers DC. Il jouera dans différentes séries de cet univers, principalement dans The Flash avec Grant Gustin, avec qui il jouera Tom and Grant en 2016, où il est aussi scénariste, producteur et contributeur de la bande originale. Ce court-métrage lui vaudra de gagner deux Prix de l'Excellence et le Prix du Mérite Mention Spéciale dans Best Shorts Competition, ainsi que le Manhattan Film Festival et le Prix du Jury au Jersey Shore Film Festival (US) en 2018. Toujours dans son personnage d'Harrison Wells, Tom apparait dans DC: Legends of Tomorrow (2017-2020) avec Caity Lotz et Brandon Routh qui jouent à ses côtés dans le film 400 Days en 2015. Il apparaît aussi dans la série Arrow (2017-2019) avec Emily Bett Rickards (avec qui il joue dans le court-métrage Sidekick en 2016), Supergirl (2017-2019) avec Melissa Benoist et Batwoman (2019). Tandis que dans la série Superman et Lois (2024), il interprète le rôle de Gordon Godfrey.
En 2020, il obtient le rôle du Pasteur Spencer dans Be the Light. Pour son rôle dans le film, il remporte le Prix de Christian Film Festival dans les catégories meilleur villain, meilleur acteur secondaire et meilleur producteur.
En 2021, il dirige l'épisode 15 "Last Sons of Krypton" de la saison 1 de la série Superman and Lois. La même année, avec l'acteur Carlos Valdes (Cisco Ramon / Vibe), Tom Cavanagh annonce son départ de la série The Flash.

## Filmographie

### Cinéma

#### Comme acteur
- 1989 : Who Shot Patakango? : Precinct Police
- 1991 : White Light : Ella's Secretary
- 1995 : Dangereuse intention (Dangerous Intentions) : Ron
- 1995 : Orky (Magic in the Water) : Simon
- 1996 : Le Visage du danger (Mask of Death) : Joey
- 1996 : Midnight Heat : Bowlan
- 1996 : Double face (Profile for Murder) : Tim Jonas
- 1997 : Honeymoon : Jamie
- 1999 : Something More : Harry
- 2004 : Heart of the Storm : Simpson
- 2005 : Alchemy : Mal Downey
- 2006 : How to Eat Fried Worms : Dad
- 2006 : Two Weeks : Barry Bergman
- 2006 : Gray Matters : Sam
- 2007 : Sublime : George Grieves
- 2007 : Breakfast with Scot : Eric
- 2008 : Le secret du père Noël 1 : Nick Snowden
- 2009 : Le secret du père Noël 2 : Nick Snowden
- 2010 : Yogi l'ours: Ranger Smith
- 2015 : 400 Days: Zell
- 2015 : Superhero Fight Club (court-métrage) : Harrison Wells/Reverse-Flash
- 2018: Tom and Grant (court-métrage) : Tom
- 2019: Love & Debt: Henry Warner
- 2020: Be The Light: Pasteur Spencer
- 2022 : Corrective Measures - Mutants surpuissants (Corrective Measures) de Sean O'Reilly :  Gordon Tweedy

### Télévision
- 1993 : Sherlock Holmes Returns : Rookie Cop
- 1993 : Other Women's Children : Marco
- 1995 : Suspicion A Vow To Kill : Andy Neiman
- 1995 : Jake and the Kid
- 1995 : Au-delà du réel : L'aventure continue (Saison 1 - Épisode 4 : Frères de sang) : Carl Toman
- 1996 : Bloodhounds 2 : Levesh
- 1997 : Les Chemins du cœur (Northern Lights) : Frank
- 1998 : Eyes of a Cowboy : Lonesome Cooper
- 1998 : The 900 Lives of Jackie Frye : Jackie Frye
- 1998 : Twisteeria
- 1999 : Anya's Bell : Patrick Birmingham
- 1999 : Au-delà du réel : L'aventure continue (Saison 5 - Épisode 2 : Le Donneur) : Vance Ridout
- 2000 : Ed : Edward « Ed » Stevens
- 2002 : Scrubs : Dan (Frère de JD)
- 2002 : Bang bang t'es mort : Val Duncan
- 2004 : Le Secret du Père Noël (Snow) : Nick Snowden / le Père Noël
- 2008 : The Capture of the Green River Killer : Dave Reichert
- 2011 : Les Chassés-croisés de Noël (Trading Christmas) : Charles
- 2012 : L'Insupportable soupçon (A Killer Among Us) : Nick Carleton
- 2014 et 2023 : Blue Bloods (Saison 4 - Épisode 11 : Les Illusions perdues et Saison 13 - Épisode 12 : Cadeau d'adieu) : Mickey
- 2014 - 2023 : Flash : Dr Harrison Wells (Terre 1) (usurpation d'identité) / Eobard Thawne / Nega-Flash (saisons 1, 2, 4 à 9) ; Dr Harrison Wells dit « Harry » (Terre 2, saisons 2 à 7)  ; Harrison « H.R. » Wells (Terre 19, saisons 3 et 7) et aussi Wells the Grey ; Sherloque Wells (saisons 5 à 7) ; Harrison Nash Wells (saisons 6 à 7)  et divers alter ego du multivers[n 1]
- 2016 : Van Helsing : Micah
- 2017: Darrow & Darrow: Miles Strasberg
- 2017 - 2019 : Supergirl : Harrison Wells / Eobard Thawne / Nega-Flash (3 épisodes)
- 2017 - 2019 : Arrow : Harrison Wells / Eobard Thawne / Nega-Flash (3 épisodes)
- 2017 - 2020 : Legends of Tomorrow : Harrison Wells / Eobard Thawne / Nega-Flash (2 épisodes)
- 2018 : L'affaire de la chanteuse amoureuse : Miles
- 2019 : Batwoman : Harrison Wells (saison 1 épisode 8)
- 2024 : Superman et Lois : Gordon Godfrey  (saison 4 épisode 8)

#### Réalisateur
- 2017 : The Flash (Saison 3 - Épisode 19, Saison 4 - Épisode 4 et Saison 5 - Épisode 8)
- 2021 : Superman et Loïs (Saison 1 - Épisode 15 et Saison 3 - Épisode 1)

### Producteur
- 1998: You're On!
- 2002-2004: Ed
- 2006: Love Monkey
- 2008: Money Game (court-métrage)
- 2018: Tom & Grant (court-métrage)

### Compositeur
- 2003 : Face for Radio
- 2004 : Once Upon a Time in New York
- 2010: Yogi L'Ours
- 2014: Lycky Duck
- 2018: Tom & Grant

## Voix françaises
- Serge Faliu[15] dans :
  - Les Chassés-croisés de Noël
  - L'Insupportable Soupçon
  - Eli Stone
  - Royal Pains
  - Arrow
  - Following
  - Flash
  - Supergirl
  - Legends of Tomorrow
  - Scrubs (1re voix)
- Thierry Kazazian[15]  dans : 
  - Deux Semaines
  - Bang bang t'es mort
  - Ed
- Guillaume Lebon dans Yogi l'ours
- Loïc Houdré[15] dans 400 Days
- Franck Capillery[15] dans Providence
- Olivier Destrez[15] dans Jack et Bobby
- Lionel Tua dans Scrubs (2e voix)